# Maestro Pero
Maestro Pero o Mestre Pero (fl. 1325 -1345) fue un escultor e imaginero de probable origen aragonés (no existen pruebas concluyentes a este respecto), activo en Portugal a mediados del siglo XIV.
El Maestro Pero se distingue como un escultor medieval cuya producción «se individualiza con personalidad artística propia». Realizó la mayoría de su obra en su taller de Coímbra y desempeñó un papel importante en la renovación de la escultura gótica en Portugal.

## Origen
Su taller ha sido identificado documentalmente y, mediante análisis formal comparativo, ha sido posible asignarle varias obras en diferentes lugares de Portugal. Sin embargo, quedan muchas incógnitas por aclarar sobre su verdadero origen y formación, las razones de su llegada a Portugal, las conexiones con los círculos de comisiones de la corte de Dionisio I e Isabel de Aragón, la estructura y organización de su taller, su preferencia sistemática por la caliza blanda de Ançã (razón por la que su nombre aparece como cabecera de una ‹escuela› de escultura del siglo XIV en Coímbra) y finalmente, a la distinción entre lo que era su trabajo personal y el de sus colaboradores.
Existen similitudes estilísticas que relacionan al Maestre Pero con el túmulo de Jaime II de Aragón y Blanca de Anjou en el monasterio de Santes Creus. La tumba está documentada como realizada por el escultor Pere de Bonneuil, que trajo el estilo parisino a la península. No se sabe si se trata de la misma persona (Pero = Pere en la tradición de la Corona de Aragón), si simplemente comparten nombre y trabajo/aprendizaje en el mismo taller. Lo que parece seguro es que las obras del Maestro Pero derivan estilísticamente de las realizadas por el taller de Santes Creus, reforzando el eje Francia-España-Portugal del movimiento gótico.

## Obra
Se admite que su primera obra en Portugal fue la tumba de doña Isabel de Aragón, en piedra caliza (la policromía original fue borrada por la pintura posterior), para el Monasterio de Santa Clara-a-Velha, hoy en el monasterio de Santa Clara-a-Nova (Coímbra). Mestre Pero también es conocido como el maestro de imágenes de la tumba del arzobispo de Braga, Gonzalo Pereira (capilla de la Gloria, Catedral de Braga), ejecutado en conjunto con el maestro Telo García, a quien se atribuye el yacente. Aunque a veces sin documentación acreditativa, también se le atribuyen las siguientes obras, entre otras: Apostolado, en el portal de la Catedral de Évora (la atribución está discutida); tumba de Vataça Lascaris (dama de la corte de la reina Isabel; catedral vieja de Coímbra); tumba de la infanta doña Isabel, hacia 1326-1330 (del convento de Santa Clara-a-Velha, hoy en el convento de Santa Clara-a-Nova); tumba de Rui do Casal (Iglesia de San Juan de Alporão, Santarém); tumba de João Gordo (catedral de Oporto); Virgen con el Niño (Museo Nacional de Arte Antiguo); Senhora do Ó (MNMC, Coímbra); Ángel de la Anunciación (Iglesia de Santa Maria da Alcáçova, Montemor-o-Velho); etc.
Caracterizada por soluciones faciales algo estereotipadas —«pero de un idealismo naturalista innovador para la época»— y por cabezas desproporcionadamente grandes, típicas del gótico, la escultura del Maestro Pero revela, sin embargo, algunas características distintivas particulares: «un buen modelado de los cuerpos, un excelente colgamiento de las telas, la preocupación por los adornos, concretamente con los broches que fijan los mantos en el pecho de las imágenes y que se convirtieron casi en una firma». Por último, cabe mencionar la composición dinámica de muchas de sus figuras —a saber, imágenes de la Virgen como Nossa Senhora do Ó, MNMC—, donde se contrarrestan las curvaturas en sentido contrario (en forma de S).
|                                                                                      |
| Nuestra Señora de la Preñada, c. 1325, Museo Catedralicio de Santiago de Compostela. |

|                                                               |
| Tumba de la Infanta D. Isabel, Convento de Santa Clara-a-Nova |

|                                                               |
| Tumba de la Infanta D. Isabel, Convento de Santa Clara-a-Nova |

|                                                               |
| Tumba de la Infanta D. Isabel, Convento de Santa Clara-a-Nova |

|                                                      |
| Tumba de D. Vataça Láscaris, catedral vieja, Coímbra |

|                     |
| Ángel Atlante, MNMC |

|                                                                          |
| Nossa Senhora do Ó, Iglesia de Santa Maria da Alcáçova, Montemor-o-Velho |

|                          |
| Nossa Senhora do Ó, MNMC |

|                                  |
| Santa Agata y Santa Mártir, MNMC |

|                                                       |
| Santa Maria Formosa, Museo Alberto Sampaio, Guimarães |

|                                                              |
| Maestro Pero (?), Apostolado, Portal de la Catedral de Évora |

|                                                              |
| Maestro Pero (?), Apostolado, Portal de la Catedral de Évora |

### Tumba de Isabel de Aragón
Desde el punto de vista estilístico, el monumental sarcófago de doña Isabel de Aragón presenta las idiosincrasias de una producción periférica, dando cuenta integral del modo «gótico» y de su «modo de traducir sistemáticamente la ‹información› esencial, sintetizándola». En cuanto a la iconografía, la tumba presenta un panorama completo y personalizado que atiende a la particular devoción de la reina. «Microarquitecturas formadas por arcos trilobulados con frontón constituyen el marco de las figuras que se encuentran a ambos lados del sarcófago: en el frontal de la mano derecha se representa un coro de diez clarisas y santos franciscanos; en el frontal izquierdo aparecen Cristo y los apóstoles». En el frontal, a los pies de la reina, hay relieves que representan al león de San Marcos y al toro de San Mateo, con Santa Clara, Santa Isabel de Hungría y Santa Catalina. «El frontal de la cabecera está decorado por los mismos motivos arquitectónicos, pero la temática es narrativa: es un calvario simbólico flanqueado por las figuras sagradas que constituyen la combinación individual de este episodio: el ángel —símbolo del evangelista San Mateo—; el Cristo Salvador entronizado, mostrando las llagas; el calvario: la Virgen y San Juan; la Virgen con el niño; y el águila —símbolo de Juan Evangelista». En el frente de la tumba está representada el alma del difunto dentro de una cartela polilobulada, como un niño que sube al cielo llevado por un ángel, según la concepción medieval. Escudos portugueses adornan la cubierta de la tumba, donde se ubica la estatua yacente, que presenta a la reina de manera idealizada, vistiendo el hábito de clarisa (que comenzó a usar después de la muerte del rey Dionisio); ángeles reclinados miran y custodian su cuerpo a cuyos pies se sitúan dos perros vigilantes.
| |
| Tumba de Isabel de Aragón, caliza policromada (policromía no original), convento de Santa Clara-a-Nova |

### Capilla de los Ferreiros
Por último, destaca el conjunto escultórico de la capilla de los Ferreiros, en la iglesia matriz de Oliveira do Hospital, uno de los espacios funerarios góticos portugueses más importantes; clasificado como Monumento Nacional en 1936. Encargado por Domingos Joanes, este notable conjunto incluye un retablo, una imagen de la Virgen y el Niño, las tumbas de Domingos Joanes y su esposa, Domingas Sabachais, así como una escultura única, Caballero Medieval o Domingos Joanes como caballero, en caliza, cuya policromía inicial desapareció. Sus dimensiones son 72 × 19,5 × 64,8 cm. Hay dos copias de esta obra, sin saberse a ciencia cierta cuál es el original y cuál la copia; la otra se encuentra en el Museo Nacional de Machado de Castro. Según Paulo Pereira, esta escultura es una de las representaciones escultóricas más originales del siglo XIV y «la representación más notable de un guerrero medieval del período gótico». Cuenta con un caballero con un casco de visera baja, armado con una maza, armadura sólida con cota de malla, espuelas, espada en la vaina y escudo, montando un caballo debidamente enganchado, simultáneamente para el combate o el desfile.
|                                                                          |
| Tumbas de Domingos Joanes y Domingas Sabachais, capilla de los Ferreiros |

|                                                                          |
| Tumbas de Domingos Joanes y Domingas Sabachais, capilla de los Ferreiros |

|                                              |
| Caballero medieval, capilla de los Ferreiros |

|                                                     |
| Retablo y Virgen con Niño, capilla de los Ferreiros |

|                           |
| Caballero medieval (MNMC) |